# 一色三同順
一色三同順，又稱一色三順、三般高、般般高、節節高、同三句、通三就、同三順，麻將的一種和牌形式。日本麻將為2或3番，且為古役，在副露的場合下減1番，廣東麻雀為10番，國標麻將為24分，港式台灣麻將為15分。

## 概要
一色三同順是以三副同一種花色的順子和牌。又理解為一般高加上同一順子或是一種花色的三相逢形成的役種。例下:

## 例子
主要對象為、和。若點和，即無法達到一色三同順，相反會變成一般高，若為，即達成一色三同順。

### 算分衝突
點和
主要對象為。
上例的一色三同順也可能會遇上暗刻役種，像暗一色三同順的狀況也可算為一色三節高，此時就由該規則決定是否採用高點法計算或是雙重計算。